# 세지무어

세지무어의 위치

세지무어(영어: Sedgemoor)는 잉글랜드 서머싯주에 위치한 비도시 자치구로 중심 도시는 브리지워터이며 인구는 119,057명(2014년 기준), 면적은 564.36km2이다.